# Playboys (The-Rasmus-Album)
Playboys ist das zweite Album der finnischen Rockband The Rasmus (zu dieser Zeit nannten sie sich nur „Rasmus“). Es wurde am 29. August 1997 veröffentlicht. In Finnland erreichten das Album und die Single Blue Goldstatus. 

## Geschichte
The Rasmus veröffentlichten ihr zweites Studioalbum Playboys im August 1997. Es erreichte ebenfalls Gold in Finnland. Der Sound war ähnlich wie bei Peep, jedoch kamen mehr Instrumente wie z. B. Trompeten und Saxophone darin vor. Das gab dem Album einen Mix aus Rock, Funk und Ska. Der vorherige Produzent Teja Kotilainen wurde von Illka Herkman abgelöst. Die Band veröffentlichte ein Musikvideo zur Single Playboys.

## Trackliste
Alle Songs wurden von Lauri Ylönen und The Rasmus geschrieben
1. Playboys (2:58)
2. Blue (4:22)
3. Ice (2:45)
4. Sophia (2:42)
5. Wicked Moments (2:56)
6. Well Well (3:19)
7. Sold (3:54)
8. Carousel (1:44)
9. Jailer (2:51)
10. Kola (3:42)
11. Raggatip (3:22)
12. Violence (2:20)
13. Panda (2:50)

## Chartplatzierungen
| Jahr    | Titel    | Chart-Position |       |       |       |
| Jahr    | Titel    | FIN            |       |       |       |
| Album   | Album    | Album          | Album | Album | Album |
| ------- | -------- | -------------- | ----- | ----- | ----- |
| 1997    | Playboys | 1              |       |       |       |
| Singles |          |                |       |       |       |
| 1997    | Kola     | 19             |       |       |       |
| 1997    | Blue     | 3              |       |       |       |
| 1997    | Playboys | —              |       |       |       |
| 1998    | Ice      | 2              |       |       |       |

## Singles

### Kola
Kola ist die erste Single des Albums Playboys und wurde bei Warner Music veröffentlicht. Die Single enthält nur den Track Kola. Der Song handelt von Kola (finn. Kola, Cola). The Rasmus unterstützten zu diesem Zeitpunkt Pepsi, was man auch auf dem Cover sehen kann. 

### Blue
Blue ist die zweite Single aus dem Album und wurde auch bei Warner Music Finland veröffentlicht. Die Single war ein großer Erfolg in Finnland und erreichte Goldstatus. Er stieg auf Platz drei der finnischen Singlecharts ein.

### Playboys
Playboys wurde bei Warner Music Finland veröffentlicht. Es ist die dritte Single des gleichnamigen Albums und enthält nur den Track Playboys. Es ist ein fröhlicher und schneller Song, der die ganze Art des Albums zeigt. Der Text handelt von einem reichen Sänger, der keinen Job braucht und tun kann, was immer er möchte. Playboys ist der einzige Song des Albums, zu dem es auch ein Video gibt. Dieses zeigt die Band, wie sie in einem Raum, in dem Gesichter berühmter Leute hängen, spielt. Dieser Song ist auch auf dem Album „Hell of a Collection“ zu finden.

### Ice
Ice ist die vierte Single aus dem Album. Auf der Single sind die Bonustracks Ufulaulu und die beiden Livesongs Well Well und Kola. Ufulaulu landete auf Platz zwei der finnischen Singlecharts. Ice ist ein Mix aus Rock, Pop, Funk and Jazz.

## Trivia
- Jailer wurde zu Hause bei Pauli Rantasalmi aufgenommen.
- Sophia ist an einen Hund gerichtet, den Sänger Lauri Ylönen mag. Im Albumbooklet ist ein Foto von ihm zu sehen.